# Миннибаево (Башкортостан)
Миннибаево (баш. Миңнебай) — деревня в Аургазинском районе Республики Башкортостан Российской Федерации. Входит в состав Кебячевского сельсовета. Население на 1 января 2009 года составляло 25 человек.
Почтовый индекс — 453486, код ОКАТО — 80205819004.

## География

### Географическое положение
Расстояние до:
- районного центра (Толбазы): 15 км
- центра сельсовета (Кебячево): 7 км
- ближайшей ж/д станции (Белое Озеро): 22 км

## Население
| 2002 | 2009 | 2010 | 2010 |
| ---- | ---- | ---- | ---- |
| 26   | ↘25  | ↗27  | →27  |

Согласно переписи 2002 года, преобладающая национальность — башкиры (88 %).